# Chiesa di Santa Croce degli Armeni
La chiesa di Santa Croce degli Armeni è un edificio religioso armeno-cattolico della città di Venezia, situato nel sestiere di San Marco, non lontano da Piazza San Marco.

## Storia
La chiesa si trova all'interno degli edifici che ospitavano l'antico ospizio armeno, il quale costituiva la sede principale della vita della comunità armena di Venezia. È probabile che una cappella o una piccola chiesa sia stata predisposta sin dal momento in cui gli armeni si insediarono in questo stabile, intorno al XIII secolo. La prima menzione ufficiale della chiesa risale però al 1434. Essa fu nel corso dei secoli oggetto di diversi ampliamenti e restauri. Il primo di questi risale al 1469, seguito da ulteriori interventi tra il 1510 e il 1520. Nel corso del Seicento la chiesa chiuse temporaneamente, e nella seconda metà del secolo la comunità ottenne dai Procuratori di San Marco il permesso di ricostruirla integralmente. I lavori, condotti sotto il controllo del Proto (il tecnico-architetto) dei Procuratori, procedettero lentamente, probabilmente per la difficoltà nel reperimento delle risorse necessarie. Risulterà poi decisivo il contributo del ricco mercante armeno Gregorio di Girach Mirman e del figlio, i quali donarono cospicue somme per la conclusione dei lavori. Nel 1688 la chiesa venne consacrata, con la dedicazione alla Santa Croce. Altri interventi di restauro risalgono al Novecento, con riapertura al culto nel 1982. Oggi la chiesa è officiata con rito armeno dai Mechitaristi di San Lazzaro.

## Descrizione

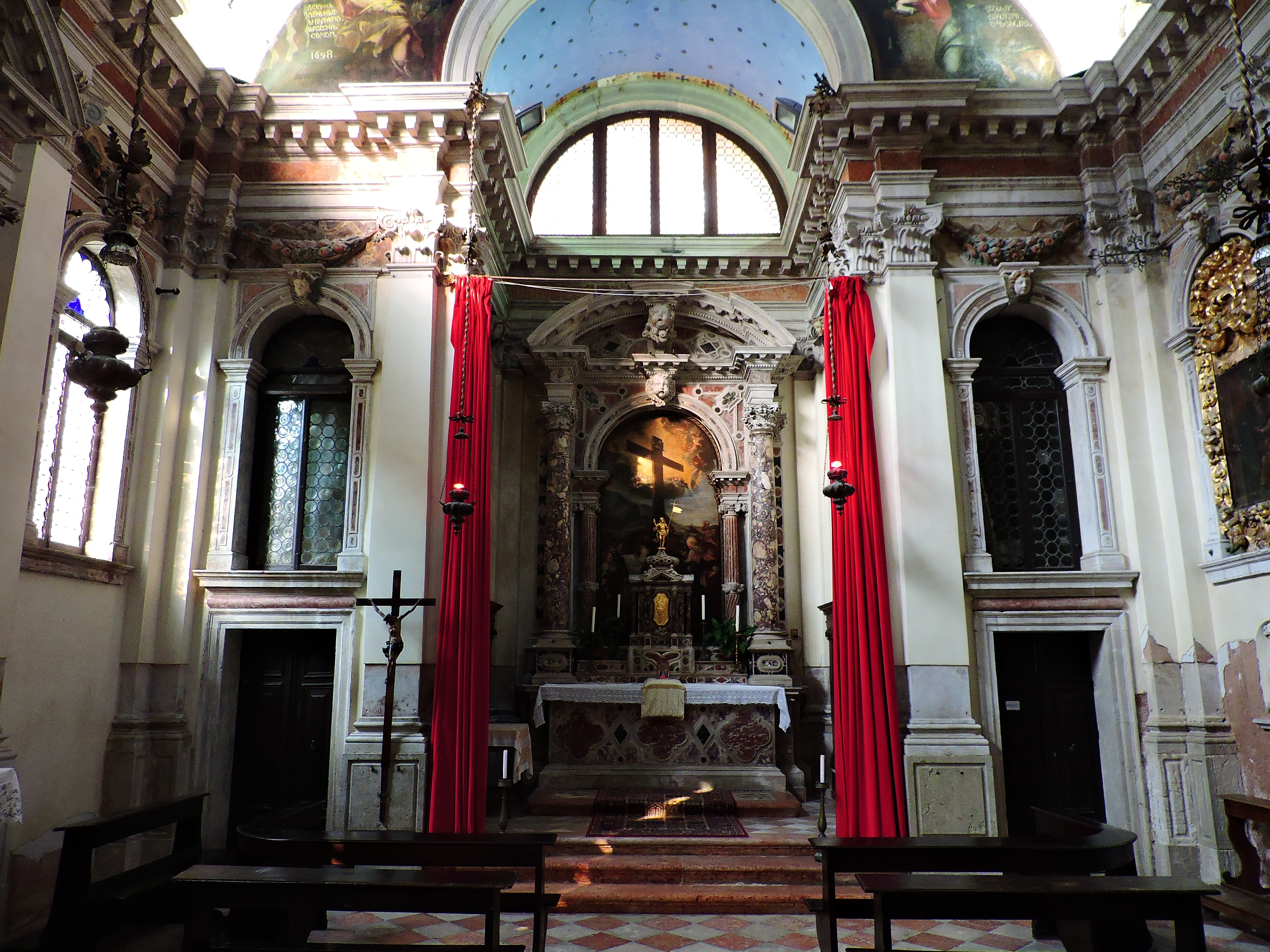
Veduta dell'interno.

La struttura della chiesa è impercettibile dall'esterno: essa è un edificio di piccole dimensioni incastonato nei palazzi che fanno capo al Sotoportego degli Armeni. Gli elementi esterni che ne segnalano la presenza si riducono all'ingresso e a una piccola cella campanaria sovrastata da una guglia.

## Interno
L'interno, in stile barocco, è preceduto da un piccolo vestibolo ed è costituito da uno spazio contenuto a pianta quadrata ed ha al centro la cupola con una lanterna slanciata.
Sull'altare maggiore si può ammirare la pala Invenzione della Croce, opera di Andrea Celesti. Sull'altare di sinistra, l'Assunzione, sempre opera di Andrea Celesti (1691).